# Chaoborus brevisector
Chaoborus brevisector är en tvåvingeart som beskrevs av Edwards 1930. Chaoborus brevisector ingår i släktet Chaoborus och familjen tofsmyggor. Inga underarter finns listade i Catalogue of Life.